# 麥克坦島戰役
麥克坦島戰役是在1521年4月27日凌晨，葡萄牙探險家斐迪南·麥哲倫領導的西班牙軍隊、與麥克坦島酋長拉普拉普及其盟友在當地海灘爆發的戰役。當時葡萄牙探險家斐迪南·麥哲倫領導著西班牙帝國的環球航行探險隊，並試圖讓拉普拉普領導的麥克坦島部落歸順西班牙王室。不過由於拉普拉普的軍隊數量龐大，最終導致西班牙軍隊慘敗，麥哲倫也在戰役中陣亡。在胡安·塞巴斯蒂安·埃尔卡诺的指揮下，麥哲倫船隊的倖存成員繼續進行探險，並在1522年9月完成旅程。
這場戰役的許多具體細節已經被遺失，安東尼奧·皮加費塔的描述是目前唯一的資訊來源。在菲律賓，這是第一場菲律賓人戰勝西班牙軍隊的戰鬥，拉普拉普也因而被譽為全國民族英雄。其後西班牙帝國繼續向麥克坦島派出探險隊，但是幾乎沒有成效。一直到1565年，隨著米格爾·羅培茲·德萊加斯皮遠征宿霧市和馬尼拉，開始西班牙對麥克坦島長達333年的統治。

## 外部連結
- The Death of Magellan according to Pigafetta （页面存档备份，存于）
- Reliving the Battle of Mactan （页面存档备份，存于）
- Battle of Mactan: History and Myth （页面存档备份，存于）

10°18′38″N 124°00′54″E / 10.3106°N 124.0151°E